# Мішель Дебре
Мішель Дебре (фр. Michel Debré; нар. 15 січня 1912 — пом. 2 серпня 1996) — французький політичний діяч, близький соратник Шарля де Голля, перший прем'єр-міністр французької П'ятої республіки (1959—1962). Член Французької академії (1988). Дебре — один з найбільших політичних діячів Франції післявоєнної епохи. Саме він втілив конституційні ідеї Шарля де Голля у Конституції 1958 року, яка вважається найуспішнішим конституційним проєктом в історії Франції. У Франції він вважається головним ідеологом голлізму після, зрозуміло, самого де Голля.

## Біографія

### Походження, освіта і молодість
Мішель Дебре народився 15 січня 1912 року у Парижі в сім'ї лікарі — його мати, Жанна, ще до першої світової війни працювала в лікарні, а батько, Робер, зробив кар'єру дитячого лікаря, а в майбутньому став найвідомішим педіатром і президентом Французької медичної академії.
Після закінчення початкових класів Мішель продовжує навчання у відомих ліцеях Монтейн і Людовика Великого.
У 16 років Дебре, отримавши середню освіту, на відміну від батьків і сестри, вибирає державне терені і надходить У Вищу школу політичних наук, одночасно слухаючи лекції на юридичному факультеті Паризького університету. У цей же час Дебре невпинно читає, закладаючи свою інтелектуальну основу.
У 1932 майбутній політик вступає до лав французьких Збройних сил, де сильно пристрастився до верхової їзди і відтоді не зраджував цьому захопленню все життя. Дебре закінчив військову службу у званні молодшого лейтенанта.
Наприкінці 1934 року Дебре, успішно склавши іспити, в 22 роки стає членом Державної Ради — вищої інстанції французької адміністративної юстиції і одночасно колективного «юрисконсульта» Уряду.
У 1936 Мішель одружується на Анн-Марі Лемарескье, яка народить йому чотирьох дітей: Венсана, Франсуа, Бернара і Жана-Луї. Старший, Венсан, стане успішним бізнесменом, Франсуа — журналістом. Бернар, хоча за фахом лікар, і завідує урологічним відділенням відомого паризького госпіталю Кошен, є депутатом Національних Зборів Франції від Парижа, а Жан-Луї Дебре, будучи Головою Національних Зборів, призначений президентом Республіки Жаком Шираком Головою Конституційної ради Франції.
У 1938 Дебре вперше проникає до французької політики, увійшовши до кабінету відомого парламентарія Поля Рейно міністром фінансів.

### У рядах Опору
З початком Другої світової війни, Дебре залишає роботу чиновника і в званні лейтенанта кавалерії та йде в армію. А вже навесні 1940 року, коли німецькі війська вступили на територію Франції, Дебре йде на фронт. У мемуарах він так описує атмосферу між миром і війною, що оточувала його в ті дні, коли його полк зупинився на ночівлю недалеко від Парижа: "Я і зараз пам'ятаю про це привалі в лісі в долині Сени. Прекрасна червнева ніч. Знаряддя затихли. Я засинав. Тиша і м'якість буквально пронизували повітря. А коли я прокинувся, та ж сама тиша сповістила мені, що йде війна. Відблиски зорі освітили небо, горизонт розчервонівся від перших променів ще невидимого сонця. Жодна птиця не заспівала, жодна тварина не заворушилося в заростях лісової гущавини: відчуття порожнечі, страху природи перед насувається смертю ".
Після закінчення військових дій на території Франції і розпуску її армії згідно із перемир'ям, укладеним Петеном із фашистською Німеччиною, Дебре демобілізований. Наприкінці 1940 — початку 1941 року він знаходиться у Ліоні і викладає політичні дисципліни. Потім він вирішує увійти в адміністративні структури, утворені урядом Віші. Дебре стає помічником Емануеля Моніка, призначеного генеральним секретарем французької резиденції у її колонії Марокко, і їде з ним туди навесні 1941 . Монік вважав, що дуже важливим було б залучення у війну Сполучених Штатів. Він думав, що, втягнувши у війну США, вони постоять і за французькі інтереси. Дебре під його впливом також поділяє такі погляди. Проте життя незабаром розвіяло ці ілюзії в пух і прах, а Монік влітку того ж року був відкликаний зі свого поста.
Але саме тут, в Марокко, Дебре розуміє, що тільки Шарль де Голль буде по-справжньому боротися із ворогом за визволення Франції. Тоді він вступає до лав французького Опору, але вирішує не емігрувати до Англії, де влаштувався генерал де Голль, а до Франції, щоб внести свій внесок у звільнення землі предків від іноземного поневолення. Маскуючись, він отримує від вішистського уряду адміністративний пост і одночасно приступає до підпільної діяльності.
Він стає спочатку рядовим членом, а потім одним з керівників організації «Прихильники Опору», основним видом діяльність якої було видання нелегальної літератури та збір розвідувальних даних, а в майбутньому — вчинення саботажу актів, диверсій і руйнування ворожих комунікацій.
Організація «Прихильники Опору», в якій співпрацював Дебре, одна їх перших зв'язалася з Жаном Муленом, якому де Голль доручив об'єднання повстанських угруповань у в єдине ціле. Так Дебре став «голлістом першої години» — так у Франції називають тих, хто приєднався до Шарлю де Голлю ще за часів війни.
У другій половині 1943 року, за дорученням генерала де Голля, Дебре складає список комісарів Республіки, які, після звільнення метрополії, повинні прийти на зміну людям Віші. А в серпні 1944 року він сам стає комісаром Республіки у Анже.

### Післявоєнний період
У 1945 році, де Голль, вже Глава Тимчасового Уряду, доручає Дебре реформу державної служби. Найважливішим результатом діяльності Дебре стало заснування Національної школи адміністрації (ЕНА), покликаної готувати вищі державні кадри Республіки. Дуже швидко школа стала грати роль кузні французького правлячого класу. Досить нагадати, що випускниками ЕНА були такі відомі політичні діячі, як Лоран Фабіус, Мішель Рокар, Едуар Балладюр , Валері Жискар д'Естен, Жак Ширак.
У роки Четвертої республіки Дебре вступає до створеного де Голлем Об'єднання французького народу, де бере участь у розробці доктрини голлізму в комітеті досліджень.
- З 1948 — сенатор від департаменту Індр і Луара.
- З 1953 року за особистим проханням де Голля, який вже відійшов від політичної діяльності, очолив у Сенаті депутатську групу Союз республіканської та соціальної дії (з 1955 року — Національний центр соціальних республіканців), який став продовжувачем РПФ.
- У 1957 році, коли стає очевидно, що алжирський «глухий кут» веде не до перемоги, але до повномасштабної кризи, що може, як буря, змести Францію, Дебре зі сторінок видавалася їм газети «Courrier de la colère» («Хроніка гніву») закликає до створення «уряду громадського порятунку» на чолі з Генералом, а також вимагає всіма силами втримати «французький Алжир». У номері від 2 грудня 1957 року він пише: «Нехай алжирці дійсно будуть знати, що відмова від французького суверенітету в Алжирі — незаконний акт, який поміщає тих, хто противляться там, хоч би яким був середній службовець, у стан самозахисту». Цей ясний заклик привів до повстання апостеріорі соціаліста Алена Саварі до думки, що «У справі ОАС не військові є винними: винуватець один — це Дебре».

### Прем'єр-міністр
У 1958 році Дебре стає міністром юстиції в кабінеті генерала де Голля і відіграє важливу роль у складанні Конституції П'ятої Республіки, оскільки саме він переклав на папір конституційні тези, висловлені де Голлем у промові в Байо. Втім, Дебре, знавець конституційного права і шанувальник британських парламентських традицій, вводить посаду Прем'єр-міністра і «раціоналізований» парламентаризм, який не дозволяє забути депутатам, що уряд — це партнер. Як тільки була затверджена Конституція, Дебре взявся за реформу системи французького правосуддя. Коли вона була схвалена референдумом 28 вересня того ж року, то Президент Республіки, Шарль де Голль, призначає 9 січня 1959 Дебре на другу посаду в Республіці — Прем'єр-міністра. Призначивши Дебре, де Голль прямо сказав йому: "Я не збираюся вдаватися в деталі урядової діяльності. Я обмежуся тим, що визначу основні напрями ". І дійсно, із заснування П'ятої Республіки у винятковому віданні глави держави як національного вождя, його «резервована сфера» (Жак Шабан-Дельмас) діяльності були дипломатія, Алжир та оборонна політика; турботи ж про «французькому будинку і вогнищі» покладалася на Прем'єр-міністра і уряд. І якщо де Голль взявся за відновлення «національної величі Франції» на міжнародній арені, то завдання Дебре полягала в тому, щоб цій високій планці відповідала французька політика внутрішня. У першу чергу уряд Дебре взялося за поліпшення економічного становища країни. Крім девальвації франка, кабінет Дебре розробляє систему заходів, що забезпечують державне регулювання економіки і вже у лютому 1959 року приймає план модернізації та оснащення. У ньому було поставлено завдання розвивати переважно ті галузі промисловості, які найбільш успішно сприяють поліпшенню платіжного балансу. Велику увагу приділялося підвищенню конкурентоспроможності французької економіки. Уряд дбав і про процвітання сільського господарства. 1960 року був прийнятий про надання великим господарствам державних субсидій. Така політика стала відразу ж приносити плюси. Так, значно скоротився торговельний дефіцит країни, повністю зник дефіцит платіжного балансу для зони французького франка і, нарешті, вперше за багато років скоротився бюджету дефіцит державного бюджету. А в 1959 році Уряд проводить в життя затверджену Парламентом податкову реформу, метою якої було спростити складну і громіздку систему оподаткування, зокрема об'єднати прогресивний і пропорційний податки в єдиний прибутковий з кожного платника податків. Соціальна політика кабінету була спрямована на підвищення життєвого рівня французів. Протягом трьох років кілька разів підвищувалася мінімальна заробітна плата. Дебре, що називається, від зорі до зорі трудився на благо вітчизни, контролюючи роботу кожного міністра і виконання ними його вказівок, завжди перебуваючи в курсі навіть найдрібніших проблем. А кожну середу Рада міністрів збирався в Єлисейському Палаці під головуванням Президента Республіки; причому глава держави сідав не в торці обіднього столу овальної форми, а в його центрі, лицем до лиця перед Прем'єром. З усіх питань політики Франції Президент і Прем'єр не мали розбіжностей, крім однієї, але найнебезпечнішої, рани, що кровоточить на тілі Франції — алжирського конфлікту. І якщо де Голль плавними кроками вів справу до того, щоб дати незалежність Алжиру за умови збереження «переважних» зв'язків з Францією, то Дебре, навпаки, виступає категорично проти. Кілька разів він намагався порозумітися з де Голлем з цього приводу, навіть переконати його. Президент уникав подібних розмов. Не один раз Дебре вручав Генералу заяву про відставку. Де Голль її не приймає. Але після того, що були підписані Евіанські угоди, за умовами яких Франція йшла з Алжиру. Тоді Дебре, вже на прохання Де Голля, подає у відставку, перетворюючись з другої особи держави в пересічного громадянина Республіки.

### Реюньйонець
У листопаді 1962 року, з нагоди виборів до Національних Зборів, що послідували за розпуском його попереднього скликання, він намагається обиратися депутатом у Індрі-і-Луарі, але зазнає невдачі. А вже навесні того ж року Дебре вирушає на острів Реюньйон, щоб вступити в боротьбу за звільнене крісло депутата. Цей дивовижний вибір пояснюється його страхом бачити те, що залишиться від французької колоніальної імперії, якщо слідувати шляхом, запозиченим у Алжиру, тобто незалежності, на якому цей процес не зупиниться. Щоб виправдати поділ острова на департаменти, несподівано введеного в 1946 року, і вберегти його мешканців від бажання виступати за незалежність, він здійснює політику розвитку, спрямовану на управління народжуваністю і злиднями, які вона породжує, у чому спостерігачі бачили вплив, успадкований від його батька Робера на соціальні питання. Він наполягає на відкритті першого на острові центру сімейного розвитку. Він приступає до створення численних шкільних їдалень, де він наполягає на роздачі безкоштовного сухого молока, так званого «Молока Дебре». Він особисто бореться, щоб домогтися від Парижа відкриття другого ліцею на півдні острова, в Буфері: до того існував лише один ліцей у Сен-Дені, на кілька сотень тисяч осіб. Він розвиває також військову службу, створену П'єром Мессмера. Вважаючи, що демографія острова — загроза його розвитку, він організовує численні програми з переселення жителів Реюньйону в метрополію.

### Повернення на національну сцену
В 1966 році Дебре, за особистим пропозицією генерала де Голля, знову переходить на роботу в уряд, цього разу на пост міністра економіки і фінансів, де розробляє заходи по боротьбі з інфляцією, стабілізацією франку і робить все від нього залежне, щоб забезпечити французькій економіці новий підйом. З 1968 року по весну 1969 року, до відставки генерала де Голля, Дебре очолював міністерство закордонних справ. Свою діяльність керівника французької дипломатії він схарактеризував так: «Відносини з двома супердержавами, Сполученими Штатами і Радянським Союзом; співпрацю з Німеччиною і організація єдиної Європи, що означало в той момент розширення Спільноти, включення до неї Великої Британії, Ізраїлю, Близького Сходу і Середземномор'я; нарешті, Чорна Африка, а також Далекий Схід, де ще йшла війна у В'єтнамі». Після обрання Жоржа Помпіду Президентом Республіки в червні 1969 року, Дебре отримує портфель міністра національної оборони в кабінеті Жака Шабан-Дельмаса. Після смерті генерала де Голля 9 листопада 1970, Дебре своє призначення вбачає у тому, щоб продовжити справу «людини 18 червня» — сприяти тому, щоб ідеї першого Президента нової Франції лежали в основі її внутрішньої та зовнішної політики. Він постійно говорить про важливість збереження голлістських принципів на засіданнях Ради Республіки. Але час вносить свої корективи, і Помпіду відходить від курсу де Голля на верховенстві національних інтересів Франції. Тоді Дебре в 1973 році подає у відставку і відновлює мандат депутата Національних Зборів Республіки. 1981 року Дебре балотується на пост Президента Республіки, але набирає на свою підтримку лише 1,6 % голосів. Пояснюючи своє рішення — адже всім було достеменно відомо, що фаворитами президентських виборів будуть Валері Жискар д'Естен і Франсуа Міттеран, а від голлістів — Жак Ширак — Дебре говорив: «Я хотів продовжити справу де Голля». Ще пізніше він уточнив: «Я хотів би врятувати хоча б головне».

## Ордени та медалі
- Командор Почесного легіону
- Хрест за військові заслуги 1939—1945
- Медаль Опору з розеткою
- Медаль добровільної служби у Вільній Франції